# Merveille de Lyon
'Merveille de Lyon' est un cultivar de rosier obtenu en 1882 par le rosiériste lyonnais Pernet père. Il est issu d'un croisement 'Baronne Adolphe de Rothschild' (Pernet père, 1868) x 'Safrano' (Beauregard, 1839). C'est un rosier qui a connu un grand succès de la fin du XIXe siècle au début du XXe siècle.

## Description
Le buisson de 'Merveille de Lyon' au feuillage dense et sombre et au port dressé élève ses rameaux épineux à 120 cm. Ses grosses fleurs blanches aux nuances rosées portent 26 à 40 pétales imbriqués en coupe. Elles fleurissent en solitaire, longtemps en juin et plus discrètement en automne, et ressemblent à de grosses pivoines, dépassant 10 cm de diamètre.
Ce rosier résiste bien au froid, sa zone de rusticité étant de 6b à 9b.
Il est classé par le Journal des roses en 1896 comme l'une des meilleures variétés des vingt dernières années.

## Descendance
'Merveille de Lyon' a notamment donné naissance par croisement avec 'Madame Caroline Testout' au rosier blanc 'Frau Karl Druschki' (Lambert 1901).